# Fergus Anderson
Fergus Anderson, född 9 februari 1909 i Croydon, död 6 maj 1956 i Namur, Belgien, var en brittisk roadracingförare.

## Roadracingkarriär
Anderson tävlade i Roadracing-VM från starten 1949 till sin död 1956 i klasserna 500GP, 350GP och 250GP på motorcyklar av fabrikat Moto Guzzi. Han körde främst 350GP, i vilken han blev världsmästare två gånger: säsongen 1953 och säsongen 1954. Han avled efter en krasch i ett landsvägsrace i Floreffe i Belgien.

## Framskjutna placeringar

### Segrar 500GP
| Nr | Grand Prix | År   |
| -- | ---------- | ---- |
| 1  | Schweiz    | 1951 |
| 2  | Spanien    | 1953 |

### Segrar 350GP
| Nr | Grand Prix | År   |
| -- | ---------- | ---- |
| 1  | Belgien    | 1953 |
| 2  | Frankrike  | 1953 |
| 3  | Schweiz    | 1953 |
| 4  | Holland    | 1954 |
| 5  | Schweiz    | 1954 |
| 6  | Italien    | 1954 |
| 7  | Frankrike  | 1954 |

### Segrar 250GP
| Nr | Grand Prix | År   |
| -- | ---------- | ---- |
| 1  | Schweiz    | 1952 |
| 2  | Manx TT    | 1952 |
| 3  | Manx TT    | 1953 |